# Karel Bergmann
Karel Bergmann (ur. 22 października 1911 r.) – czeski lekkoatleta reprezentujący Czechosłowację specjalizujący się w biegach sprinterskich, uczestnik mistrzostw Europy.
Bergmann wystartował podczas I Mistrzostw Europy w Turynie. Na dystansie 100 metrów, z czasem 11,3, zajął trzecie miejsce w swoim biegu eliminacyjnym czym zakwalifikował się do fazy półfinałowej. W drugim półfinale, z nieznanym czasem, zajął ostatnie, szóste miejsce.
Reprezentował barwy klubu Atletický Klub Zlín.

## Rekordy życiowe
- bieg na 100 metrów – 11,3 (1934)